# Hôpital public au Maroc
Un hôpital public au Maroc est un hôpital faisant partie du service public de santé du pays.

## Histoire
Dans les années 1990, le cadre de la gestion financière des hôpitaux publics marocains n'est pas adapté aux exigences de la rationalité, et leurs ressources financières sont insuffisantes.
En 2004 a lieu une réforme du système hospitalier.
À partir des années 2000, les hôpitaux publics marocains sont soumis à la nouvelle gestion publique, notamment concernant la gestion des connaissances.
Dans les années 2010, le secteur de la santé au Maroc connaît de profondes mutations. Les hôpitaux se dotent progressivement d'un système de contrôle de gestion,,,,,, dont de contrôle interne, et externe.
Dans les années 2020, la gestion des ressources humaines en ligne contribue de manière significative à l'amélioration de la qualité des services.
La pandémie de Covid-19 au Maroc conduit les hôpitaux à développer un mécanisme d'adaptation et de résilience, à adopter des nouvelles pratiques managériales et organisationnelles et à harmoniser ainsi leur système de gestion. L'hôpital repense ses modes de gestion en procédant à des changements organisationnels pour s'adapter à cette menace :
- mobilisation et réaffectation des professionnels de différents profils,
- nouvelle organisation des activités hospitalières,
- création d'une unité interne de gestion de crise,
- affectation des ressources matérielles nécessaires,
- formation continue du personnel[16].

Pendant la pandémie, l'adoption des systèmes d'information hospitaliers dans les hôpitaux publics marocains est entravée par plusieurs raisons.